# Nebotičnik
Nebotičnik (en français : le gratte-ciel,,) est un gratte-ciel situé dans le centre de Ljubljana, en Slovénie, et l'un des points de repère les plus reconnaissables de la ville. Il se trouve à l'angle de l'avenue de Slovénie et de la rue Štefanova. Ses treize étages s'élèvent à une hauteur de 70,35 m. Il a été conçu par l'architecte slovène Vladimir Šubic (en) pour l'Institut des pensions, l'investisseur du bâtiment.
La construction commence le 19 avril 1931, et le bâtiment est inauguré le 21 février 1933. C'est, à son achèvement, le plus haut bâtiment du royaume de Yougoslavie et la neuvième tour la plus haute d'Europe. Il est et restera pendant un certain temps le plus haut bâtiment résidentiel d'Europe.
Lieu d'affaires prédominant, le gratte-ciel Nebotičnik abrite divers magasins au rez-de-chaussée et au premier étage, et divers bureaux sont situés aux étages deux à cinq. Les sixième à neuvième étages sont des résidences privées. Les trois derniers étages abritent un café, un bar et une terrasse d'observation. Le café a rouvert en juillet 2010, tandis que le bar et un nouveau restaurant ont ouvert le 2 septembre 2010. Les étages neuf à treize ont été vendus aux enchères le 12 juin 2007 par la direction du fonds de pension (KAD) pour 2 120 000 € à la société australienne Terra Australis. Celle-ci espérait redonner au gratte-ciel de Nebotičnik sa gloire d'antan.

## Architecture

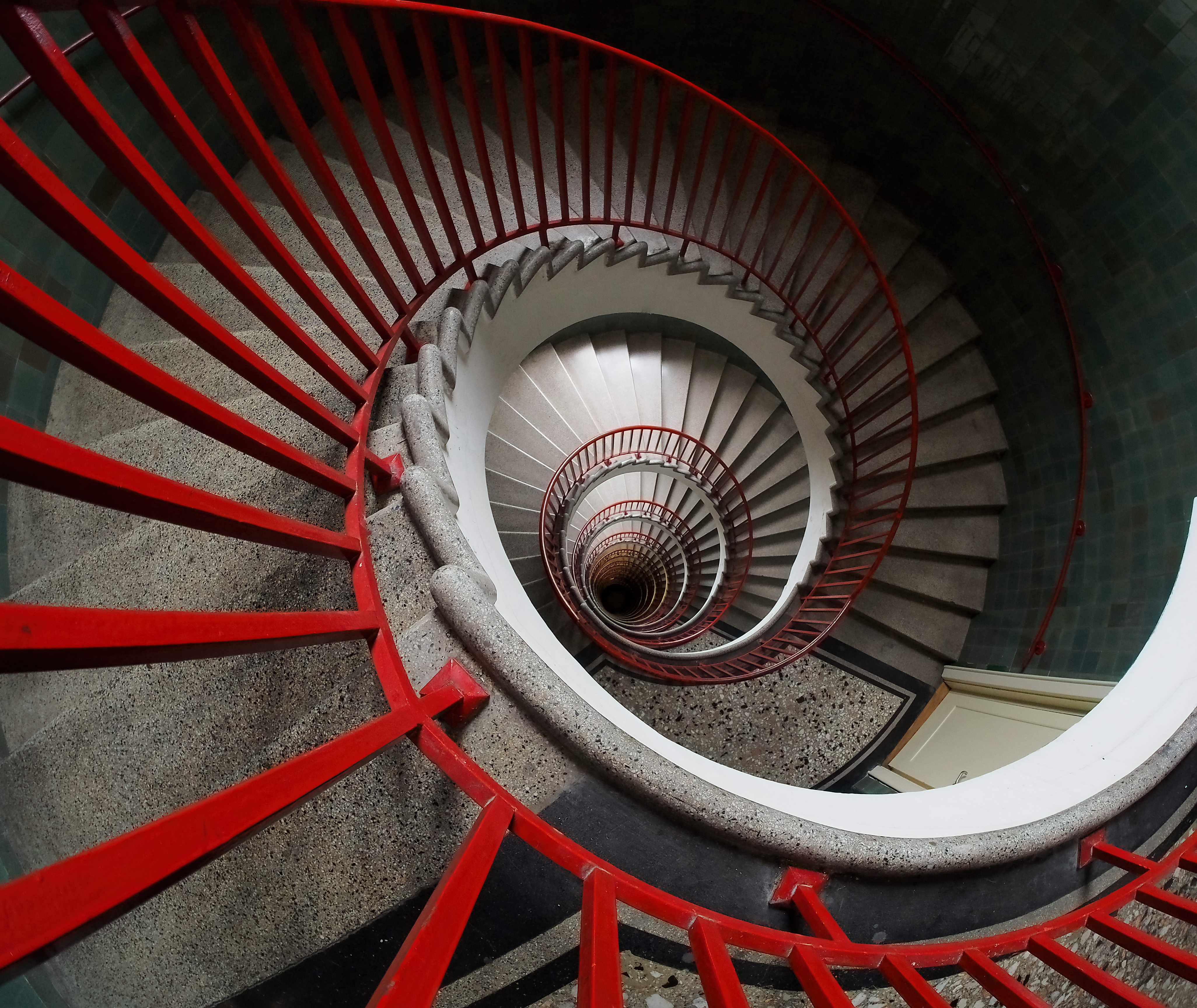
L'escalier en colimaçon Art déco de l'édifice.

Le bâtiment Nebotičnik, créé à l'origine comme une structure de huit étages, a été conçu par Vladimir Šubic, avec l'aide de Ladislav Kham, Ivo Medved (pavillon sur la terrasse), Marjan Mušič (tempietto au sommet), Marjan Sever et Mira Stupica (aménagement du café). Le bâtiment a été décoré de sculptures de Lojze Dolinar (la figure féminine sur la façade latérale à la hauteur du sixième étage), Boris Kalin (en) (le relief au-dessus de l'entrée principale), et France Gorše (quatre têtes en bronze dans le hall principal).
Son design est basé sur les styles néoclassique et art-déco, et est couronné de pilastres aux étages supérieurs. Sa conception suit la division tripartite classique des grands bâtiments, inaugurée par l'architecte américain Louis Sullivan : elle est composée d'une base conçue pour interagir avec la rue et les piétons, d'un axe homogène et d'une couronne, surmontée d'une colonnade cylindrique avec un mât de drapeau monté, qui a été ajoutée après l'achèvement de la tour. La façade est interrompue par des fenêtres rectangulaires uniformément réparties et encadrées de pierre, un rez-de-chaussée et un premier étage renforcé, et des fenêtres semi-circulaires dans le café du onzième étage.